# 大麻町板東
大麻町板東（おおあさちょうばんどう）は、徳島県鳴門市の大字。
郵便番号は779-0230（その他）、779-0231（大林）、779-0232（辻見堂）、779-0233（宝蔵）、779-0034（采女）、779-0236（西山田）、779-0237（北条）、779-0238（東山田）。

## 地理
鳴門市の西部に位置。北は讃岐山脈の分水嶺をもって北灘町地区に、東は大麻町大谷・大麻町池谷・大麻町萩原に、西は板東谷川をもって大麻町桧に、南は大麻町川崎・大麻町津慈・板野郡藍住町に接する。市内で最大の大字である。
大麻山を含む広大な山間部、板東谷川・樋殿谷川の複合扇状地、平野部の水田地帯からなり、中心部の集落は古くから霊山寺の門前町として栄え、旧板東町の中心であった。
現在も堀江地区の大谷とともに大麻町地区の商店街をなす。しかし、まわりの大部分は農業地帯で、北部は果樹園、南部は水田地帯が展開する。このほか、北方中谷川上流の山間に奥屋敷と呼ばれる小集落、南方の大麻町津慈に接する小集落もある。

### 地形
- 山：大麻山、天円山
- 川：板東谷川、樋殿谷川

### 小字
- 板ケ谷
- 市田
- 牛ノ宮東
- 采女
- 大林
- 奥屋敷
- 笠木ケ峰
- 鍛治屋川
- 鴨原
- カルカヱ堤
- 川原場
- 国木
- 熊ノ郡
- 桑並
- 坂田
- 下板ケ谷
- 拾八
- 浄土寺
- 塚鼻
- 辻見堂ツブロギ
- 寺面
- 中谷
- 永井
- 西カルカヱ
- 西平草
- 西山田
- 野神
- 東カルカヱ
- 東平草
- 東山田
- 樋殿谷
- 広塚
- 藤ノ木
- 北条
- 宝蔵
- 松木
- 見通
- 妙善
- 八幡
- 山伏原

## 歴史

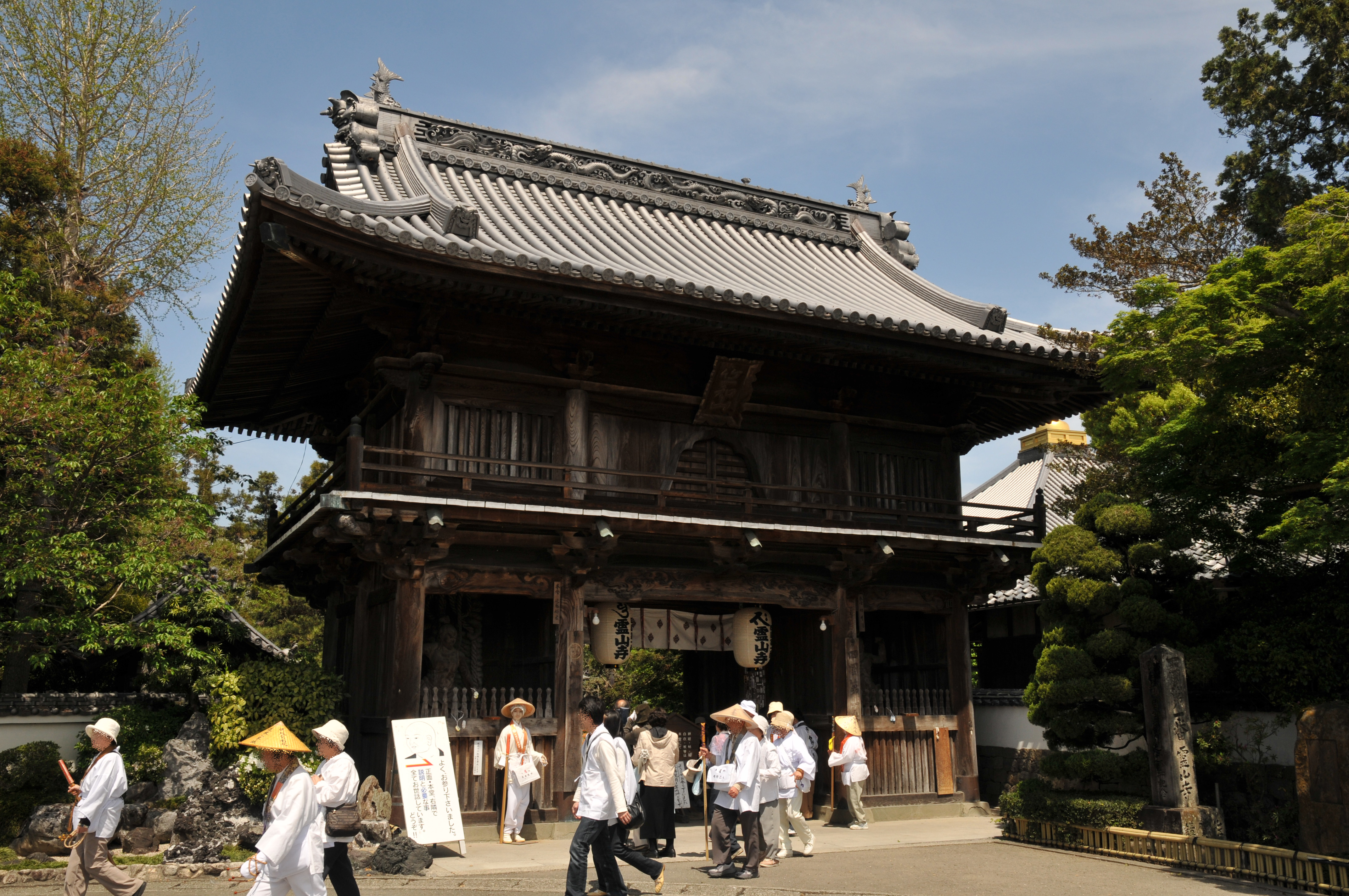
霊山寺

江戸期から明治22年にかけては板東郡および板野郡の村であった。寛文4年より板野郡に属す。
明治22年に同郡板東村の大字となった。大正4年11月より板東町の大字となる。昭和34年4月に板東町と堀江町が合併し大麻町が誕生し同町の大字となる。昭和42年に大麻町が鳴門市に編入され現在の鳴門市の大字となる。

## 世帯数と人口
2022年（令和4年）7月31日現在の世帯数と人口は以下の通りである。
| 町丁       | 世帯数    | 人口    |
| ---------- | --------- | ------- |
| 大麻町板東 | 1,072世帯 | 2,328人 |

## 小・中学校の学区
市立小・中学校に通う場合、学区は以下の通りとなる。
| 番地 | 小学校             | 中学校             |
| ---- | ------------------ | ------------------ |
| 全域 | 鳴門市立板東小学校 | 鳴門市立大麻中学校 |

## 施設
観光
- 大麻比古神社

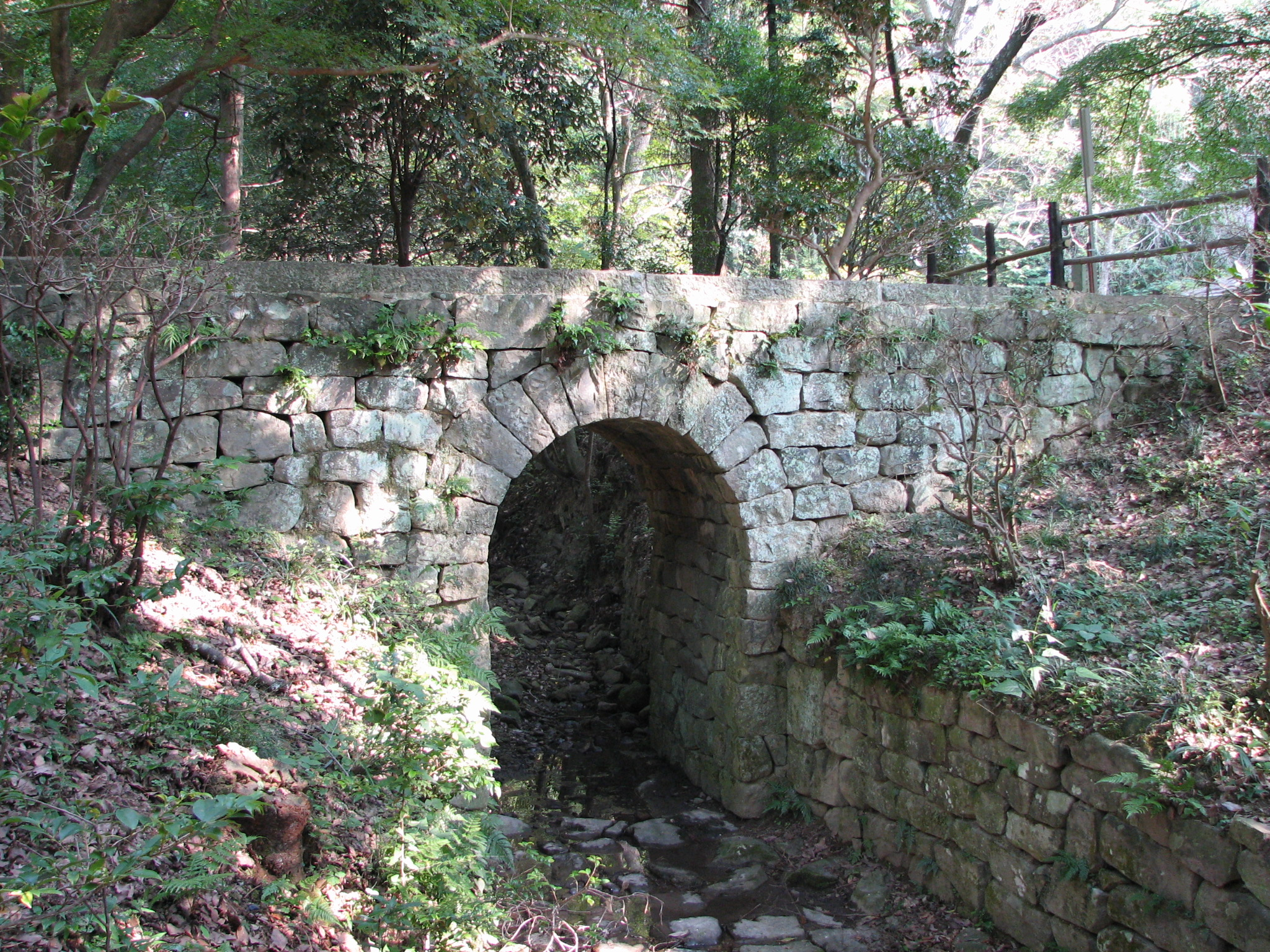
ドイツ橋

  - ドイツ橋（県文化財史跡・とくしま88景）
- ドイツ村公園（日本の歴史公園100選選定）
- 霊山寺（四国八十八箇所霊場第一番札所・とくしま88景）
- 吉祥寺（阿波北嶺薬師霊場第十二番札所）

公共施設
- 徳島県立徳島学院
- 鳴門市大麻中学校広塚分校
- 鳴門市役所板東連絡所

## 交通

### 鉄道

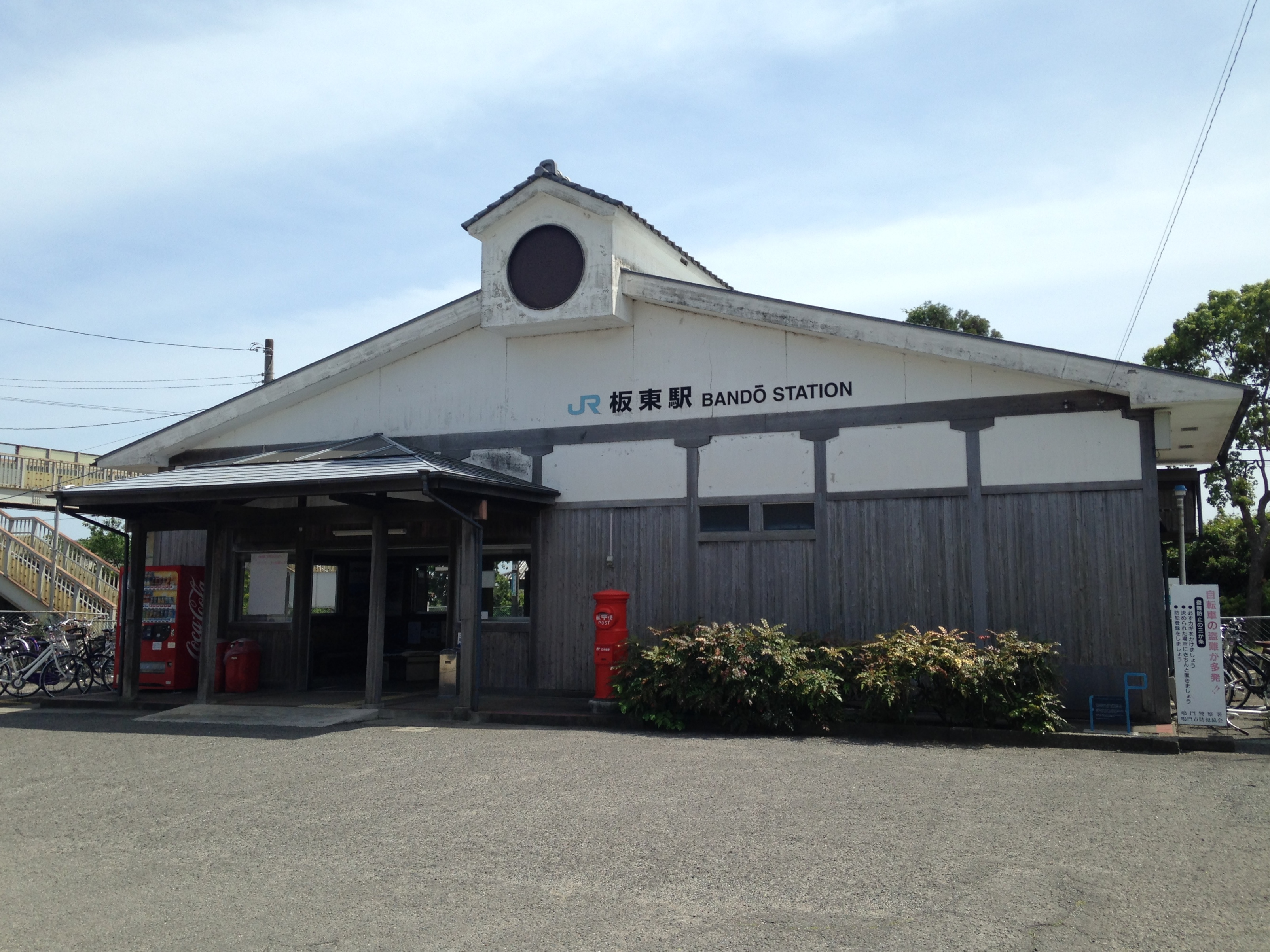
板東駅

- JR高徳線 板東駅

### 道路
都道府県道
- 徳島県道12号鳴門池田線
- 徳島県道41号徳島北灘線
- 徳島県道166号板東停車場線

### 路線バス
徳島バス
- 板東駅東